# Vallée de Pololū
La vallée de Pololū est une vallée des États-Unis située sur l'île d'Hawaï, dans l'État du même nom. Elle se trouve sur le versant nord-est du volcan Kohala et débouche directement sur l'océan Pacifique.
Pololū est un terme hawaïen qui signifie « longue lance » en français.